# Paul Böhmer (Mathematiker)

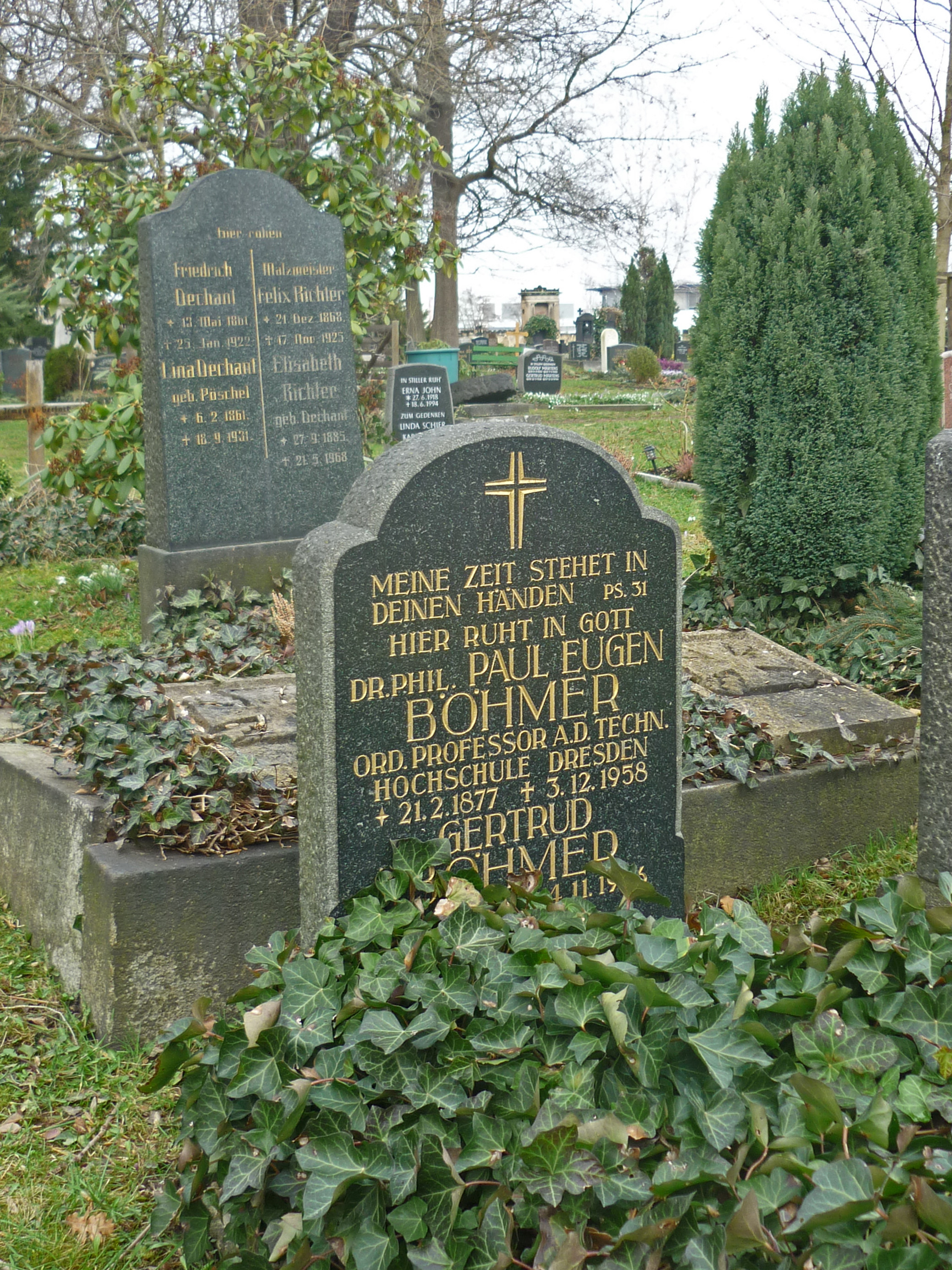
Grab des Mathematikers Böhmer

Paul Eugen Böhmer (* 21. Februar 1877 in Goschütz, Kreis Groß Wartenberg, Provinz Schlesien; † 3. Dezember 1958 in Dresden) war ein deutscher Mathematiker und Hochschullehrer.

## Leben
Paul Eugen Böhmer war Sohn des Schlosspredigers Paul Böhme. Er besuchte die Volksschule in seinem Heimatort. Als sein Vater im westpreußischen Marienwerder Superintendent wurde, wechselte Böhmer die Schule und erwarb sein Abitur 1897 am Gymnasium Marienwerder. Im selben Jahr begann er ein Studium der Mathematik, Physik und Philosophie an der Universität Breslau, wo Jacob Rosanes zu seinen Professoren gehörte. Im Jahre 1898 ging er an die Universität Königsberg, wo er u. a. bei Woldemar Voigt und Theodor Vahlen lernte. An der Friedrich-Wilhelms-Universität zu Berlin lernte Böhmer 1899 u. a. bei Ferdinand Georg Frobenius und Hermann Amandus Schwarz und wechselte noch im selben Jahr an die Georg-August-Universität Göttingen. Dort lernte er u. a. bei David Hilbert, Felix Klein und Friedrich Schilling, absolvierte 1902 die Staatsprüfung für das höhere Lehramt und promovierte 1903 mit der Dissertation Über geometrische Approximationen bei Hermann Minkowski.
Noch 1903 wurde Böhmer als Mathematiker bei der Versicherungsgesellschaft Nordstern in Berlin angestellt. Von 1907 an unterrichtete er als Lehrer für Mathematik, Biologie, Chemie und Physik an höheren Schulen in Berlin. Beim Reichsaufsichtsamt für Privatversicherungen in Berlin arbeitete er ab 1912 als Regierungsrat. An der Technischen Hochschule Berlin habilitierte er sich im Jahre 1914. 
Nach Ende des Ersten Weltkrieges verließ Böhmer seine Stelle beim Reichsaufsichtsamt, als er 1919 einen Ruf als Professor an die Technische Hochschule Dresden und Direktor des Versicherungstechnischen Seminars erhielt. Dort ergänzten Vorlesungen des Privatdozenten für Statistik und Mathematik Felix Burkhardt die versicherungsmathematischen Vorlesungen Böhmers.
Zum 1. April 1936 trat Böhmer der NSDAP bei (Mitgliedsnummer 3.724.982). Zeitweilig bestand der Plan seinen Lehrstuhl an die Universität Leipzig zu verlegen, jedoch blieb Böhmer in Dresden und Felix Burkhardt bekam 1938 in Leipzig einen Lehrstuhl für Versicherungsmathematik. 
Nach dem Ende des Zweiten Weltkrieges musste Böhmer aufgrund seiner NSDAP-Mitgliedschaft seinen Lehrstuhl verlassen. Ab 1950 arbeitete er als Lehrbeauftragter wieder an der TH Dresden, bis er 1952 in den Ruhestand ging.
Böhmer starb am 3. Dezember 1958 in Dresden.

## Schaffen
Böhmer war Mitverfasser des Sachbuches Die technischen Erfordernisse bei der Berechnung der Dividendenreserve für die mit Gewinnanteil Versicherten. Er veröffentlichte zudem das Lehrwerk Differenzengleichungen und bestimmte Integrale. Böhmer war seinerzeit ein wesentlicher Vertreter der Versicherungsmathematik und Statistik.
Zu Böhmers Doktoranden zählen Rudolf Ludwig und Manfred Schäfer.

## Publikationen
- Über geometrische Approximationen, Dissertation, 1904
- Über elliptisch-konvexe Ovale, Math. Ann. Bd. 60, 1905, S. 256.
- Über die Bernoullischen Funktionen, Math. Ann.,68, 1910, S. 338–360;
- Über mehrdeutige periodische Funktionen, S. B. Berl. math. Ges.,12, 1912, S. 32–35.
- Die technischen Erfordernisse bei der Berechnung der Dividendenreserve für die mit Gewinnanteil Versicherten, zusammen mit Karl Rohde und Hans Wulkow, Verlag: Berlin, Mittler u. Sohn, 1912. 299 S.
- Über die Primfunktionen nach einem Primzahlmodul, Archiv der Mathematik und Physik, 1920
- Über die Transzendenz gewisser dyadischer Brüche, Mathematische Annalen, Band 96, Seiten 367–377, 1927
- Die Inversoren, Leipzig, 1932
- Differenzengleichungen und bestimmte Integrale, K. F. Koehler, Leipzig, 1939
- Ausgleichung einfacher Beobachtungsreihen, Blätter für Versicherungs-Mathematik und verwandte Gebiete, 1940